# Parafia św. Mikołaja w Czapielsku
Parafia św. Mikołaja w Czapielsku – parafia rzymskokatolicka z siedzibą w Czapielsku, znajdująca się w archidiecezji gdańskiej, w dekanacie Kolbudy.